# Tijjani Reijnders
Tijjani Martinus Jan Reijnders Lekatompessy, noto semplicemente come  Tijjani Reijnders (Zwolle, 29 luglio 1998), è un calciatore olandese di origini indonesiane, centrocampista del Manchester City e della nazionale olandese.

## Biografia
Figlio di Martin Reijnders, ex calciatore professionista, e Angelina Lekatompessy, come suo fratello Eliano ha scelto di seguire le orme del padre. È originario di Ambon, città indonesiana delle Molucche, da parte di madre.

## Caratteristiche tecniche
È un centrocampista centrale di piede destro, dotato di ottima tecnica, grandi abilità di dribbling e buona visione di gioco. In possesso di un'ottima resistenza, esercita il suo gioco difensivo sia a centrocampo sia arretrando in modo da contenere la manovra d'azione avversaria. Forte anche in fase offensiva, sa calciare con potenza, riuscendo a segnare anche con il tiro da fuori area, e spesso riveste il ruolo di uomo-assist.

## Carriera

### Club

#### Zwolle
Cresciuto nel settore giovanile del PEC Zwolle, ha esordito in prima squadra il 13 agosto 2017 disputando l'incontro di Eredivisie vinto per 4-2 contro il Roda JC.

#### Alkmaar e Waalwijk
Trasferitosi all'AZ Alkmaar il 30 agosto 2017, viene aggregato allo Jong AZ Alkmaar. Avendo trovato pochissimo spazio in prima squadra, il 2 gennaio 2020 viene ceduto in prestito all'RKC Waalwijk. Rientrato all'AZ nell'estate del 2020, disputa due buone annate, nell'edizione 2021-2022 segna il gol del 5-0 battendo il Go Ahead Eagles, realizza una rete anche contro l'Heracles Almelo e l'Heerenveen vincendo per 2-1 entrambe le partite. L'11 agosto 2022 segna una doppietta nella goleada che si è conclusa per 7-0 ai danni del Dundee United. Nella stagione 2022-2023 dell'Eredivisie si mette in luce realizzando il gol del 3-0 battendo l'Emmen, e un'altra rete la segna sconfiggendo per 2-1 il Volendam: colleziona complessivamente 54 presenze, 12 assist e 7 gol, di cui 4 messi a segno in Conference League.

#### Milan
Il 19 luglio 2023 si trasferisce al Milan per circa 20 milioni di euro più bonus, firmando un contratto quadriennale.
Esordisce in Serie A il 21 agosto seguente, nella vittoria per 2-0 in trasferta contro il Bologna. In quella stessa occasione serve l'assist vincente a Giroud per il gol del momentaneo 1-0.
L'11 novembre 2023 segna la sua prima rete in Serie A, in casa del Lecce, nel pareggio per 2-2.
Il 7 marzo 2024 realizza la sua prima rete in Europa League, nella partita vinta per 4-2 in casa contro lo Slavia Praga, valida per l'andata degli ottavi di finale.Chiude la sua prima stagione in rossonero con 4 gol e 3 assist in tutte le competizioni.
Nella seconda stagione a Milano migliora notevolmente il suo rendimento offensivo. Il 22 ottobre 2024 segna le sue prime reti in UEFA Champions League, mettendo a segno una doppietta nel successo per 3-1 contro il Bruges.
Nel gennaio 2025 si aggiudica la Supercoppa italiana 2024 dopo aver battuto in finale l'Inter, vincendo così il suo primo trofeo con la maglia rossonera nonché in carriera. In questa stagione risulta tra i migliori giocatori del Milan, andando tra l'altro a segno ben 15 volte. A coronamento del suo rendimento viene premiato come miglior centrocampista della Serie A 2024-2025.

#### Manchester City
L'11 giugno 2025 si trasferisce al Manchester City per circa 55 milioni di euro, firmando un contratto quinquennale. Sette giorni dopo fa il suo esordio nei Citizens giocando da titolare la partita d'esordio del Mondiale per Club FIFA 2025, in cui supera per 2-0 il Wydad Casablanca. Il 16 agosto, nell'esordio in Premier League è subito protagonista con un gol ed un assist nel successo per 4-0 in casa del Wolverhampton.

### Nazionale
Il 29 maggio 2023 viene convocato per la prima volta nella nazionale olandese in occasione della final four della UEFA Nations League, nella quale tuttavia non viene impiegato. Esordisce con i Paesi Bassi il 7 settembre 2023, a 25 anni, nel successo per 3-0 contro la Grecia valido per le qualificazioni a Euro 2024. Realizza il suo primo gol per gli Oranje il 22 marzo 2024 nell'amichevole vinta 4-0 contro la Scozia.
Nella UEFA Nations League segna una rete, prima battendo per 5-2 la Bosnia ed Erzegovina e poi nel pareggio per 2-2 contro la Germania.

## Statistiche

### Presenze e reti nei club
Statistiche aggiornate al 16 agosto 2025.
| Stagione               | Squadra                | Campionato             | Campionato | Campionato | Coppe nazionali | Coppe nazionali | Coppe nazionali | Coppe continentali | Coppe continentali | Coppe continentali | Altre coppe | Altre coppe | Altre coppe | Totale | Totale | Totale |
| Stagione               | Squadra                | Comp                   | Pres       | Reti       | Comp            | Pres            | Reti            | Comp               | Pres               | Reti               | Comp        | Pres        | Reti        | Pres   | Reti   |        |
| ---------------------- | ---------------------- | ---------------------- | ---------- | ---------- | --------------- | --------------- | --------------- | ------------------ | ------------------ | ------------------ | ----------- | ----------- | ----------- | ------ | ------ | ------ |
| ago. 2017              | PEC Zwolle             | ED                     | 1          | 0          | CO              | 0               | 0               | -                  | -                  | -                  | -           | -           | -           | 1      | 0      |        |
| 2017-2018              | Jong AZ Alkmaar        | EED                    | 31         | 6          | -               | -               | -               | -                  | -                  | -                  | -           | -           | -           | 31     | 6      |        |
| 2017-2018              | AZ Alkmaar             | ED                     | 1          | 0          | CO              | -               | -               |                    | -                  | -                  | -           | -           | -           | 1      | 0      |        |
| 2018-2019              | Jong AZ Alkmaar        | EED                    | 36         | 8          | -               | -               | -               | -                  | -                  | -                  | -           | -           | -           | 36     | 8      |        |
| 2018-2019              | AZ Alkmaar             | ED                     | 0          | 0          | CO              | 1               | 0               | UEL                | -                  | -                  | -           | -           | -           | 1      | 0      |        |
| 2019-gen. 2020         | Jong AZ Alkmaar        | EED                    | 16         | 3          | -               | -               | -               | -                  | -                  | -                  | -           | -           | -           | 16     | 3      |        |
| 2019-gen. 2020         | AZ Alkmaar             | ED                     | 3          | 0          | CO              | -               | -               | UEL                | -                  | -                  | -           | -           | -           | 3      | 0      |        |
| gen.-giu. 2020         | RKC Waalwijk           | ED                     | 8          | 0          | CO              | 0               | 0               | -                  | -                  | -                  | -           | -           | -           | 8      | 0      |        |
| 2020-2021              | Jong AZ Alkmaar        | EED                    | 8          | 2          | -               | -               | -               | -                  | -                  | -                  | -           | -           | -           | 8      | 2      |        |
| Totale Jong AZ Alkmaar | Totale Jong AZ Alkmaar | Totale Jong AZ Alkmaar | 91         | 19         |                 | -               | -               |                    | -                  | -                  |             | -           | -           | 91     | 19     |        |
| 2020-2021              | AZ Alkmaar             | ED                     | 22         | 0          | CO              | 0               | 0               | UCL+UEL            | 0                  | 0                  | -           | -           | -           | 22     | 0      |        |
| 2021-2022              | AZ Alkmaar             | ED                     | 33+3       | 4+2        | CO              | 4               | 0               | UEL+UECL           | 0+7                | 0                  | -           | -           | -           | 47     | 6      |        |
| 2022-2023              | AZ Alkmaar             | ED                     | 34         | 3          | CO              | 2               | 0               | UECL               | 18                 | 4                  | -           | -           | -           | 54     | 7      |        |
| Totale AZ Alkmaar      | Totale AZ Alkmaar      | Totale AZ Alkmaar      | 93+3       | 7+2        |                 | 7               | 0               |                    | 25                 | 4                  |             | -           | -           | 128    | 13     |        |
| 2023-2024              | Milan                  | A                      | 36         | 3          | CI              | 2               | 0               | UCL+UEL            | 6+6                | 0+1                | -           | -           | -           | 50     | 4      |        |
| 2024-giu. 2025         | Milan                  | A                      | 37         | 10         | CI              | 5               | 2               | UCL                | 10                 | 3                  | SI          | 2           | 0           | 54     | 15     |        |
| Totale Milan           | Totale Milan           | Totale Milan           | 73         | 13         |                 | 7               | 2               |                    | 22                 | 4                  |             | 2           | 0           | 104    | 19     |        |
| giu.-lug. 2025         | Manchester City        | PL                     | -          | -          | FACup+CdL       | -               | -               | UCL                | -                  | -                  | CS+Cmc      | 0+3         | 0+0         | 3      | 0      |        |
| 2025-2026              | Manchester City        | PL                     | 1          | 1          | FACup+CdL       | 0+0             | 0+0             | UCL                | 0                  | 0                  | -           | -           | -           | 1      | 1      |        |
| Totale Manchester City | Totale Manchester City | Totale Manchester City | 1          | 1          |                 | -               | -               |                    | -                  | -                  |             | 3           | 0           | 4      | 1      |        |
| Totale carriera        | Totale carriera        | Totale carriera        | 267+3      | 40+2       |                 | 14              | 2               |                    | 47                 | 8                  |             | 5           | 0           | 336    | 52     |        |

### Cronologia presenze e reti in nazionale
| Cronologia completa delle presenze e delle reti in nazionale ― Paesi Bassi | Cronologia completa delle presenze e delle reti in nazionale ― Paesi Bassi | Cronologia completa delle presenze e delle reti in nazionale ― Paesi Bassi | Cronologia completa delle presenze e delle reti in nazionale ― Paesi Bassi | Cronologia completa delle presenze e delle reti in nazionale ― Paesi Bassi | Cronologia completa delle presenze e delle reti in nazionale ― Paesi Bassi | Cronologia completa delle presenze e delle reti in nazionale ― Paesi Bassi | Cronologia completa delle presenze e delle reti in nazionale ― Paesi Bassi |
| Data                                                                       | Città                                                                      | In casa                                                                    | Risultato                                                                  | Ospiti                                                                     | Competizione                                                               | Reti                                                                       | Note                                                                       |
| -------------------------------------------------------------------------- | -------------------------------------------------------------------------- | -------------------------------------------------------------------------- | -------------------------------------------------------------------------- | -------------------------------------------------------------------------- | -------------------------------------------------------------------------- | -------------------------------------------------------------------------- | -------------------------------------------------------------------------- |
| 7-9-2023                                                                   | Eindhoven                                                                  | Paesi Bassi                                                                | 3 – 0                                                                      | Grecia                                                                     | Qual. Euro 2024                                                            | -                                                                          | 65’                                                                        |
| 10-9-2023                                                                  | Dublino                                                                    | Irlanda                                                                    | 1 – 2                                                                      | Paesi Bassi                                                                | Qual. Euro 2024                                                            | -                                                                          | 46’                                                                        |
| 13-10-2023                                                                 | Eindhoven                                                                  | Paesi Bassi                                                                | 1 – 2                                                                      | Francia                                                                    | Qual. Euro 2024                                                            | -                                                                          |                                                                            |
| 16-10-2023                                                                 | Atene                                                                      | Grecia                                                                     | 0 – 1                                                                      | Paesi Bassi                                                                | Qual. Euro 2024                                                            | -                                                                          |                                                                            |
| 18-11-2023                                                                 | Amsterdam                                                                  | Paesi Bassi                                                                | 1 – 0                                                                      | Irlanda                                                                    | Qual. Euro 2024                                                            | -                                                                          | 90’                                                                        |
| 21-11-2023                                                                 | Faro                                                                       | Gibilterra                                                                 | 0 – 6                                                                      | Paesi Bassi                                                                | Qual. Euro 2024                                                            | -                                                                          | 46’                                                                        |
| 22-3-2024                                                                  | Amsterdam                                                                  | Paesi Bassi                                                                | 4 – 0                                                                      | Scozia                                                                     | Amichevole                                                                 | 1                                                                          |                                                                            |
| 26-3-2024                                                                  | Francoforte sul Meno                                                       | Germania                                                                   | 2 – 1                                                                      | Paesi Bassi                                                                | Amichevole                                                                 | -                                                                          | 66’                                                                        |
| 10-6-2024                                                                  | Rotterdam                                                                  | Paesi Bassi                                                                | 4 – 0                                                                      | Islanda                                                                    | Amichevole                                                                 | -                                                                          |                                                                            |
| 16-6-2024                                                                  | Amburgo                                                                    | Polonia                                                                    | 1 – 2                                                                      | Paesi Bassi                                                                | Euro 2024 - 1º turno                                                       | -                                                                          |                                                                            |
| 21-6-2024                                                                  | Lipsia                                                                     | Paesi Bassi                                                                | 0 – 0                                                                      | Francia                                                                    | Euro 2024 - 1º turno                                                       | -                                                                          |                                                                            |
| 25-6-2024                                                                  | Berlino                                                                    | Paesi Bassi                                                                | 2 – 3                                                                      | Austria                                                                    | Euro 2024 - 1º turno                                                       | -                                                                          | 65’                                                                        |
| 2-7-2024                                                                   | Monaco di Baviera                                                          | Romania                                                                    | 0 – 3                                                                      | Paesi Bassi                                                                | Euro 2024 - Ottavi di finale                                               | -                                                                          |                                                                            |
| 6-7-2024                                                                   | Berlino                                                                    | Paesi Bassi                                                                | 2 – 1                                                                      | Turchia                                                                    | Euro 2024 - Quarti di finale                                               | -                                                                          | 73’                                                                        |
| 10-7-2024                                                                  | Dortmund                                                                   | Paesi Bassi                                                                | 1 – 2                                                                      | Inghilterra                                                                | Euro 2024 - Semifinale                                                     | -                                                                          |                                                                            |
| 7-9-2024                                                                   | Eindhoven                                                                  | Paesi Bassi                                                                | 5 – 2                                                                      | Bosnia ed Erzegovina                                                       | UEFA Nations League 2024-2025 - 1º turno                                   | 1                                                                          |                                                                            |
| 10-9-2024                                                                  | Amsterdam                                                                  | Paesi Bassi                                                                | 2 – 2                                                                      | Germania                                                                   | UEFA Nations League 2024-2025 - 1º turno                                   | 1                                                                          |                                                                            |
| 11-10-2024                                                                 | Budapest                                                                   | Ungheria                                                                   | 1 – 1                                                                      | Paesi Bassi                                                                | UEFA Nations League 2024-2025 - 1º turno                                   | -                                                                          |                                                                            |
| 14-10-2024                                                                 | Monaco di Baviera                                                          | Germania                                                                   | 1 – 0                                                                      | Paesi Bassi                                                                | UEFA Nations League 2024-2025 - 1º turno                                   | -                                                                          | 30’ 46’                                                                    |
| 16-11-2024                                                                 | Amsterdam                                                                  | Paesi Bassi                                                                | 4 – 0                                                                      | Ungheria                                                                   | UEFA Nations League 2024-2025 - 1º turno                                   | -                                                                          |                                                                            |
| 20-3-2025                                                                  | Rotterdam                                                                  | Paesi Bassi                                                                | 2 – 2                                                                      | Spagna                                                                     | UEFA Nations League 2024-2025 - Quarti di finale                           | 1                                                                          | 90+1’                                                                      |
| 23-3-2025                                                                  | Valencia                                                                   | Spagna                                                                     | 3 – 3 dts (5 – 4 dtr)                                                      | Paesi Bassi                                                                | UEFA Nations League 2024-2025 - Quarti di finale                           | -                                                                          | 110’                                                                       |
| 7-6-2025                                                                   | Helsinki                                                                   | Finlandia                                                                  | 0 – 2                                                                      | Paesi Bassi                                                                | Qual. Mondiali 2026                                                        | -                                                                          | 61’ 69’                                                                    |
| Totale                                                                     |                                                                            | Presenze                                                                   | 23                                                                         |                                                                            | Reti                                                                       | 4                                                                          |                                                                            |

## Palmarès

### Club
- Supercoppa italiana: 1

Milan: 2024

### Individuale
- Premi Lega Serie A: 1

Miglior centrocampista: 2024-2025